# Ландорт
Ландо́рт (фр. Landorthe, окс. Era Andòrta) — коммуна во Франции, находится в регионе Юг — Пиренеи. Департамент — Верхняя Гаронна. Входит в состав кантона Сен-Годенс. Округ коммуны — Сен-Годенс.
Код INSEE коммуны — 31270.

## География

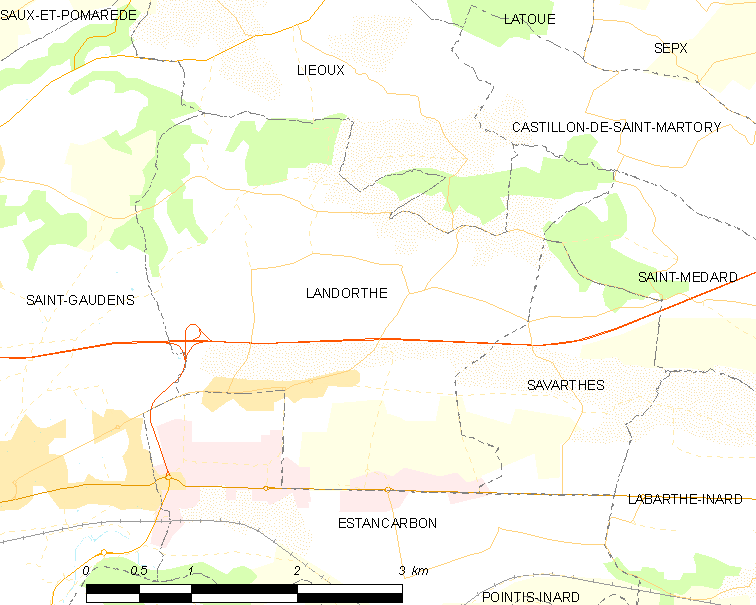
Карта коммуны

Коммуна расположена приблизительно в 650 км к югу от Парижа, в 75 км к юго-западу от Тулузы.
На юге коммуны протекает река Гаронна.

## Климат
Климат умеренно-океанический. Зима мягкая и снежная, весна характеризуется сильными дождями и грозами, лето сухое и жаркое, осень солнечная. Преобладают сильные юго-восточные и северо-западные ветры.

## Население
Население коммуны на 2010 год составляло 946 человек.
| 1962 | 1968 | 1975 | 1982 | 1990 | 1999 | 2010 |
| ---- | ---- | ---- | ---- | ---- | ---- | ---- |
| 172  | 181  | 389  | 611  | 757  | 779  | 946  |

## Экономика
В 2010 году среди 596 человек трудоспособного возраста (15—64 лет) 408 были экономически активными, 188 — неактивными (показатель активности — 68,5 %, в 1999 году было 67,3 %). Из 408 активных жителей работали 371 человек (193 мужчины и 178 женщин), безработных было 37 (14 мужчин и 23 женщины). Среди 188 неактивных 44 человека были учениками или студентами, 99 — пенсионерами, 45 были неактивными по другим причинам.

## Достопримечательности
- Церковь Сен-Годенс